# Ентомология
Ентомологията е дял на биологията, който изучава насекомите. Както всички биологични науки, тя се разделя на обща и приложна. 

## Обща ентомология
Общата ентомология изучава:
- Филогения, систематика и таксономия на насекомите
- Морфология на насекомите
- Анатомия и физиология на насекомите
- Биология на насекомите, в т.ч.
  - Размножаване
  - Развитие и метаморфоза
  - Генерация
  - Поведение
- Екология на насекомите, в т.ч.
  - Абиотични фактори (температура и влага)
  - Едафични фактори (почва и светлина)
  - Биотични фактори (храна, микроорганизми, другите насекоми...)

## Приложна ентомология
Приложната ентомология изучава значението на насекомите за различните аспекти на човешката дейност. Тя включва:

### Земеделска
Земеделската ентомология изучава полезната и вредната ентомофауна в посевите и създава методи за оценка и борба, включително биологична (използване на ентомофаги), за нуждите на растителната защита. Допълнителен дял от земеделската ентомология са и ненасекомните неприятели по земеделските култури.
Специалната земеделска ентомология разглежда насекомите от гледна точка на техния основен гостоприемник и ги дели на:
- Многоядни неприятели
- Неприятели по житните култури
- Неприятели по бобовите култури
- Неприятели по техническите култури
- Неприятели по зеленчуковите култури
- Неприятели по овощните култури
- Складови неприятели

### Медицинска и ветеринарна
Медицинската ентомология изучава паразитните насекоми (бълхи, въшки и др.) и насекомите-преносители на заразни болести по хората и животните (мухи, комари, мравки и др.).

### Екологична (мониторингова)
Мониторинговата ентомология изучава разпространението и числеността на определени видове насекоми, които имат специфични изисквания към условията на средата, в която живеят. Това са т.нар. „индикаторни организми“. Чрез тяхното определяне и преброяване могат да се докажат настъпилите промени в екосистемата. Така например, при изсичането на голям брой дървета в една гора до почвата започва да достига повече светлина. Вследствие от това там се заселват и размножават светлолюбиви и сухолюбиви летящи насекоми, а тъмнолюбивите, и влаголюбивите пълзящи насекоми намаляват, и изчезват.

### Стопанска
Стопанската ентомология изучава начините за отглеждане и повишаване на продуктивността на полезните за човека насекоми.

#### Пчеларство
Изучава пчелите.

#### Бубарство
Изучава копринената пеперуда Bombyx mori, чиито пашкули са известни в практиката като „буби“.